# Municipalità regionale della contea di La Jacques-Cartier
La municipalità regionale di contea di La Jacques-Cartier è una municipalità regionale di contea del Canada, localizzata nella provincia del Québec, nella regione di Capitale-Nationale.
Il suo capoluogo è Shannon.

## Città principali
- Fossambault-sur-le-Lac
- Lac-Delage
- Lac-Saint-Joseph
- Sainte-Catherine-de-la-Jacques-Cartier
- Lac-Beauport
- Saint-Gabriel-de-Valcartier
- Sainte-Brigitte-de-Laval
- Shannon